# Palazzo Bernardo
Palazzo Bernardo, noto anche come Palazzo Giustinian Bernardo, è un palazzo di Venezia, situato nel sestiere di San Polo, poco distante da Campo San Polo, e affacciato sul Canal Grande, in angolo col Rio de la Madoneta, tra Palazzo Querini Dubois e Casa Sicher, vicino a Palazzo Donà a Sant'Aponal.

## Storia
Venne costruito dalla famiglia Bernardo nella prima metà del Quattrocento secondo lo stile tardogotico tipicamente veneziano, che aveva come modello l'ampliamento di Palazzo Ducale iniziato nel 1422.
Il palazzo doveva essere completato nel 1442, quando la Repubblica vi fece ospitare il duca di Milano Francesco Sforza e sua moglie Bianca Maria Visconti.
Dopo essere stato per un lungo periodo di proprietà della famiglia Bernardo, il Palazzo fu venduto il 14 aprile 1651 a Bortolo Bellotto, mercante che aveva fatto fortuna grazie alla vendita di pelli. Questi, pochi decenni dopo, nel 1694, lo rivendette a Pietro e Simone Bernardo, mercanti di colori e "cittadini originari" della Serenissima (titolo onorifico non nobiliare attribuito a delle famiglie della Serenissima). La famiglia Bernardo acquistò il titolo comitale solo nel 1780, ad opera di Alessandro Bernardo.
In seguito, il Palazzo passò più volte di mano, fino a diventare nel 1882 di proprietà di Pietro Naratovich, noto editore dell'epoca, che vi installò i torchi della propria tipografia. Era l'inizio della decadenza di Palazzo Bernardo: in seguito, infatti, venne frazionato in più proprietà e pesantemente deturpato. Attualmente il Palazzo risulta in parte adibito a sede universitaria e in parte di proprietà della nobile famiglia degli Azzoni Avogadro.

## Descrizione

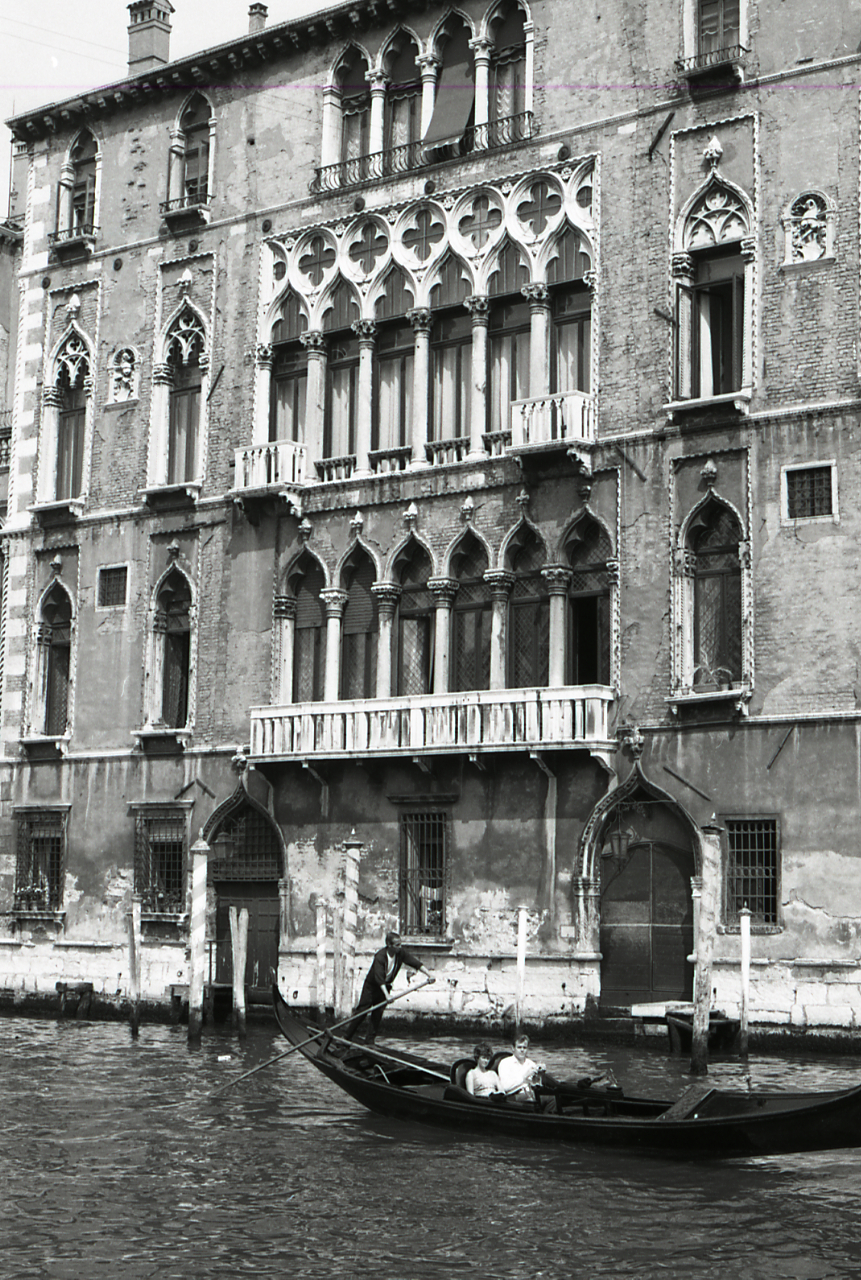
Dettaglio della facciata sul Canal Grande. Foto di Paolo Monti, 1968.

La facciata sul Canal Grande è evidentemente tripartita: racchiusa tra cornici angolari in pietra d'Istria, si segnala soprattutto per la presenza di due elegantissime esafore al primo e al secondo piano e per la più ridotta quadrifora posta all'ultimo piano. 
Tutti i livelli decorativi sono scanditi da eleganti cornici marcapiano. Gli aspetti più curiosi della facciata sono però la presenza di due portali ad acqua (il che fa supporre un uso bifamiliare del Palazzo) e il disassamento dell'esafora inferiore, che appare come subordinata a quella del secondo piano.